# Felipe el Canciller

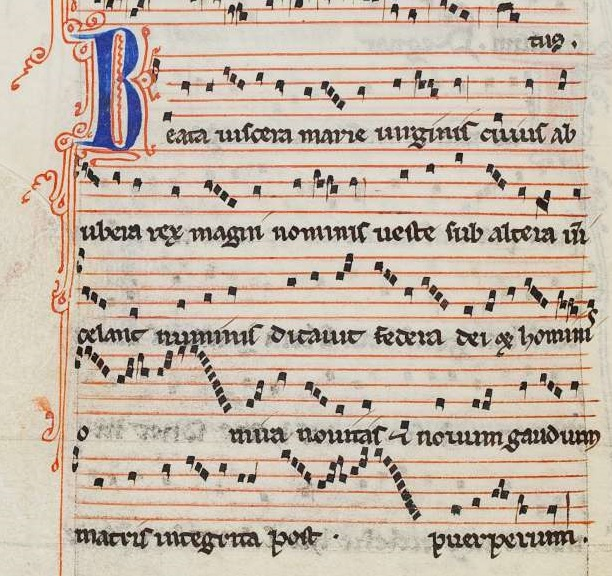
"Beata viscera", atribuida a Felipe el Canciller

Philippus Cancellarius Parisiensis o Felipe el Canciller (en francés, Philippe Chancelier) (París, ca. 1160 - 26 de diciembre de 1236) fue un filósofo, poeta y músico francés. 

## Biografía
Hijo ilegítimo del archidiácono de París, se convirtió en Canciller de la catedral de Notre Dame en 1217 y hasta su muerte fue archidiácono de Noyon. Al principio luchó en contra de la autonomía de los estudiantes y profesores universitarios respecto al clero, pero actúa a su lado durante una huelga en la Universidad de París en 1229. Se le suele presentar como enemigo de las órdenes mendicantes, pero es posible que antes de su muerte abrazara el hábito franciscano. Fue un gran conocedor del pensamiento griego y árabe y escribió una serie de libros muy utilizados en las universidades de la época, de entre los que destaca la Summa de Bono, sobre la naturaleza del bien, estudiado tanto desde el punto de vista metafísico como del moral. Es el primer autor medieval que se agrupa las nociones de ente, la unidad, la verdad y el bien caracterizándolas como trascendentales (él usa el término "communissima"), esto es, como propiedades del ente en cuanto ente, que por tanto trascienden el ámbito de una de las categorías aristotélicas, ya que se identifican en la realidad con el ente aunque se diferencien conceptualmente (http://www.philosophica.info/archivo/2015/voces/trascendentales/Trascendentales.html).  
Como músico cuenta en su haber con cerca de 80 canciones, algunas de las cuales son Carmina Burana o Canciones de Beuern y otras son de contenido religioso y satírico. Muchas de sus piezas se conservan en un manuscrito de Notre-Dame conservado en la Biblioteca Laurenziana de Florencia (Pluteo 29.1). Debido a que la mayoría de los trabajos que se conservan son musicalizaciones de letras ya existentes, por ejemplo de Pérotin, algunos autores dudan de que Felipe el Canciller fuera un verdadero compositor. Escribió en latín y en su lengua vernácula.